# جيمس جاكسون بوتنام
جيمس جاكسون بوتنام (بالإنجليزية: James Jackson Putnam)‏ هو طبيب أعصاب أمريكي، ولد في 3 أكتوبر 1846 في بوسطن في الولايات المتحدة، وتوفي بنفس المكان في 4 نوفمبر 1918 بسبب نوبة قلبية.